# Comuna Lukașivka, Ciornobai
Lukașivka (în ucraineană Лукашівка) este o comună în raionul Ciornobai, regiunea Cerkasî, Ucraina, formată din satele Hrîhorivka, Lukașivka (reședința), Novoselîțea și Veselîi Podil.

## Demografie
Componența lingvistică a comunei Lukașivka
     Ucraineană (97,47%)
     Rusă (2,42%)
     Alte limbi (0,12%)
Conform recensământului din 2001, majoritatea populației comunei Lukașivka era vorbitoare de ucraineană (97,47%), existând în minoritate și vorbitori de rusă (2,42%).